# فاسيل بريما
فاسيل بريما (بالأوكرانية: Прийма Василь Миронович)‏ (10 يونيو 1991 في أوكرانيا - ) هو لاعب كرة قدم أوكراني في مركز الدفاع. شارك مع منتخب أوكرانيا تحت 16 سنة لكرة القدم ومنتخب أوكرانيا تحت 17 سنة لكرة القدم ومنتخب أوكرانيا تحت 18 سنة لكرة القدم ومنتخب أوكرانيا تحت 19 سنة لكرة القدم ومنتخب أوكرانيا تحت 21 سنة لكرة القدم. أما مع النوادي، فقد لعب مع ميتالورغ دونيتسك ونادي تورينو ونادي فروسينوني.

## وصلات خارجية
- فاسيل بريما على موقع اتحاد أوكرانيا (الإنجليزية)
- فاسيل بريما على موقع قاعدة بيانات كرة القدم.إي يو (الإنجليزية)
- فاسيل بريما على موقع Soccerway.com (الإنجليزية)
- فاسيل بريما على موقع عالم كرة القدم.نت (الإنجليزية)
- فاسيل بريما على موقع AS.com (الإسبانية)